# Jazzpoint Records
Jazzpoint Records is een Duits platenlabel, waarop jazz, swing en fusion uitkomt. Het werd in 1974 opgericht door bassist Jan Jankeje en zijn vrouw en is gevestigd in Weinsberg. Jankeje heeft ook een platenzaak en mailorder-bedrijf voor jazz, zigeunermuziek en wereldmuziek.
Musici die op Jazzpoint uitkwamen zijn onder meer Bireli Lagrene (met zijn ensemble), Jaco Pastorius, Asit Pal, Benny Waters, Larry Coryell met Miroslav Vitous, Subroto Roy Chowdhury, Benny Waters, Al Casey, Red Richards en Louis Armstrong.